# Beaugas
Beaugas (okzitanisch Baugast) ist eine Gemeinde mit 329 Einwohnern (Stand: 1. Januar 2022) in Frankreich im Département Lot-et-Garonne in der Region Nouvelle-Aquitaine. Sie gehört zum Arrondissement Villeneuve-sur-Lot und zum Kanton Le Haut Agenais Périgord. Die Einwohner werden französisch Beaugassiens genannt.

## Geografie
Beaugas liegt etwa 14 Kilometer nordnordwestlich von Villeneuve-sur-Lot. Umgeben wird Beaugas von den Nachbargemeinden Moulinet und Cancon im Norden, Boudy-de-Beauregard im Nordosten, Castelnaud-de-Gratecambe im Osten, Pailloles im Süden und Südosten, Saint-Pastour im Süden, Pinel-Hauterive und Montastruc im Südwesten sowie Monbahus im Westen und Nordwesten.
Durch die Gemeinde führt die Route nationale 21.

## Bevölkerungsentwicklung
| 1962                       | 1968 | 1975 | 1982 | 1990 | 1999 | 2006 | 2018 |
| -------------------------- | ---- | ---- | ---- | ---- | ---- | ---- | ---- |
| 414                        | 368  | 316  | 347  | 340  | 349  | 346  | 358  |
| Quellen: Cassini und INSEE |      |      |      |      |      |      |      |

## Sehenswürdigkeiten
- Kirche Saint-Martin
- Schloss Saint-Paul-le-Vieux